# Мурашниця темноголова
Мурашниця темноголова (Grallaria przewalskii) — вид горобцеподібних птахів родини Grallariidae. Вид названий на честь мандрівника і географа Миколи Пржевальського.

## Поширення
Ендемік Перу. Ареал обмежується Центральними Андами в регіонах Амазонас, Сан-Мартін і Ла-Лібертад. Його природні місця проживання — субтропічні або тропічні вологі гірські ліси та сильно деградовані колишні ліси. Трапляється на висоті від 1700 до 2750 м над рівнем моря.